# Distretto di Codo del Pozuzo
Il distretto di Codo del Pozuzo è uno dei cinque distretti della provincia di Puerto Inca, in Perù. Si trova nella regione di Huánuco e si estende su una superficie di 3.328,39 chilometri quadrati.